# 深裂风毛菊
深裂风毛菊（学名：Saussurea paucijuga）为菊科风毛菊属的植物，是中国的特有植物。分布于中国大陆的陕西等地，生长于海拔2,470米至2,800米的地区，多生长于山坡，目前尚未由人工引种栽培。